# Carisap Tennis Cup 2010
Il Carisap Tennis Cup 2010 è un torneo professionistico di tennis maschile giocato sulla terra rossa, che faceva parte dell'ATP Challenger Tour 2010. Si è giocato a San Benedetto del Tronto in Italia dal 5 all'11 luglio 2010.

## Partecipanti

### Teste di serie
| Nazionalità | Giocatore            | Ranking* | Testa di serie |
| ----------- | -------------------- | -------- | -------------- |
| Spagna      | Pere Riba            | 78       | 1              |
| Spagna      | Daniel Gimeno Traver | 91       | 2              |
| Italia      | Paolo Lorenzi        | 96       | 3              |
| Spagna      | Albert Ramos Viñolas | 140      | 4              |
| Romania     | Adrian Ungur         | 146      | 5              |
| Argentina   | Carlos Berlocq       | 155      | 6              |
| Rep. Ceca   | Dušan Lojda          | 195      | 7              |
| Slovacchia  | Martin Kližan        | 205      | 8              |

- Ranking al 21 giugno 2010.

### Altri partecipanti
Giocatori che hanno ricevuto una wild card:
- Thomas Fabbiano
- Enrico Fioravante
- Daniel Gimeno Traver
- Giacomo Miccini

Giocatori passati dalle qualificazioni:
- Manuel Cavaco (Lucky Loser)
- Gonçalo Pereira
- Janez Semrajč
- Dmitrij Sitak
- Pedro Sousa

## Campioni

### Singolare
Carlos Berlocq ha battuto in finale  Daniel Gimeno Traver con il punteggio di 6–3, 4–6, 6–4

### Doppio
Thomas Fabbiano /  Gabriel Trujillo Soler hanno battuto in finale  Francesco Aldi /  Daniele Giorgini, 7–6(4), 7–6(5).